# Carl Thaulow
Gustav Carl Thaulow (* 23. Oktober 1875 in Oslo; † 30. Mai 1942 ebenda) war ein norwegischer Segler.

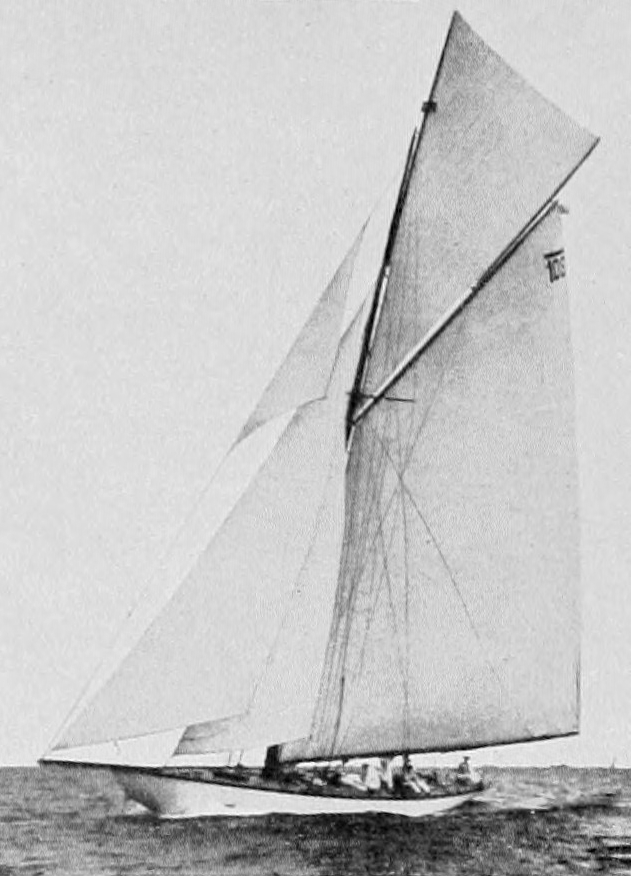
Magda IX, 12-Meter-Klasse, Goldmedaille 1912

## Leben
Carl Thaulow, der für den Kongelig Norsk Seilforening segelte, wurde 1912 in Stockholm bei den Olympischen Spielen in der 12-Meter-Klasse Olympiasieger. Er war Crewmitglied der Magda IX, die in beiden Wettfahrten der Regatta den ersten Platz belegte und damit den Wettbewerb vor den einzigen beiden Konkurrenten gewann, dem schwedischen Boot Erna Signe von Skipper Nils Persson und dem finnischen Boot Heatherbell von Skipper Ernst Krogius. Zur Crew der Magda IX gehörten außerdem Alfred Larsen, der auch Eigner der Magda IX war, sowie Nils Bertelsen, Eilert Falch-Lund, Christian Staib, Petter Larsen, Magnus Konow, Arnfinn Heje und Halfdan Hansen. Skipper und Konstrukteur der Yacht war Johan Anker.
Nach einem ersten Examen 1894 beendete er 1895 seine Ausbildung an der Krigsskolen. 1901 erwarb er ein Diplom an der Technischen Universität Dresden, ehe er eine Weile in den Vereinigten Staaten arbeitete. 1910 zog er nach Kristiania, dem heutigen Oslo, wo er in einem Ingenieurbüro zu arbeiten begann. Später arbeitete er für eine Zeitschrift. Sein Vater Johan Fredrik Thaulow war Leiter des Sanitätsdienstes der norwegischen Armee im Rang eines Generalleutnants sowie von 1889 bis 1905 Vorsitzender des Norwegischen Roten Kreuzes.